# Tewkesbury (district)
Pour la ville, voir Tewkesbury.
Tewkesbury est un district non-métropolitain et un borough situé dans le comté du Gloucestershire, en Angleterre. Son chef-lieu est la ville éponyme de Tewkesbury.